# Adolfo Méndez Vides
Adolfo Méndez Vides (1956) es un reconocido escritor y académico guatemalteco, cuya obra obtuvo reconocimiento desde finales del siglo XX. 

## Biografía
Méndez Vides nació en 1956 en Antigua Guatemala. Siendo un autor precoz y autodidacta, publicó cuentos y poesía inspirado en el paisaje y la realidad que lo impactaba. Realizó estudios de Letras y Filosofía, y trabajó en docencia e investigación universitaria hasta el año de 1981. Escribió, dirigió y actuó en obras de teatro. En 1978 la Editorial Rin de Guatemala publicó su primer libro de cuentos: Escritores Famosos y otros desgraciados. Sus primeros trabajos yacen dispersos en revistas, traducciones y publicaciones marginales. Su obra poética fue reunida bajo el título de Babel o Las Batallas (Editorial Cultura, Guatemala, 1998). En 1986, un jurado compuesto por Agusto Monterroso, Osvaldo Soriano y Nélida Piñón le concedió a su novela Las catacumbas (Editorial Nueva Nicaragua, 1987), el Premio Latinoamericano de Novela Nueva Nicaragua. En 1996 se le concedió el Premio Mario Monteforte Toledo por su novela Las Murallas (Alfaguara, 1997). Luego publicó el libro de cuentos El tercer patio (Alfaguara, 2007), la novela El leproso (Alfaguara, 2007) y La lluvia (Norma, 2007). Actualmente es columnista de cultura y opinión en el diario ElPeriódico de Guatemala.

## Obras publicadas
Arturo Arias señala que su narrativa rompe el criollismo del país y universaliza las circunstancias y el numen guatemalteco. 
- Escritores Famosos y otros desgraciados. cuentos, Editorial Rin, 1978
- De 1979, contribuye a una aportación al quehacer literario latinoamericano no actual.

Pese a su escritura en los tiempos de guerra de su país, no cae en el desencanto y la amargura. Luis Aceituno dice en la presentación de sus relatos: 

Cumplen los postulados que de alguna manera defendíamos en la época que fueron escritos: dramatizar la Literatura guatemalteca, sacarla de su solemnidad y su sentido de culpa, de su tono de sesión de psicoanálisis y de su patriotismo municipal y sentimentaloide

- Tratado de la desesperación. Poesía, 1984
- Las catacumbas, 1986
- El Paraíso Perdido 1990. Agrupa un conjunto de relatos, en donde, desde distintas perspectivas, se plantea la pérdida del paraíso. Los personajes pierden su país, su posición de clase, los ideales originarios, la seguridad, el amor, las pasadas ambiciones juveniles, y entonces enfrentan la angustia. El Paraíso es múltiple e indescriptible, pero los efectos por la pérdida son idénticos. Algunos de estos relatos han sido traducidos al inglés y al francés y han aparecido en revistas y antologías.
- Mujeres tristes, 1995
- Las murallas, 1997. Es la historia de dos inmigrantes guatemaltecos a Nueva York, cuya convivencia surge por esa camaradería táctica que establece entre dos compañeros de viaje. En esta novela, el escritor guatemalteco ahonda en las relaciones amistosas y perfila un entramado donde el protagonista y antagonista enfrentan una serie de barreras psicológicas, que se resume en la nulificación de sus propias existencias. A partir de esta tenebrosa incisión por los pasadizos humanos de la condición humana, Méndez Vides, cuestiona la naturaleza de los sentimientos y los vínculos que se establecen en nombre de una mal entendida compasión. Las murallas hizo a Méndez Vides ganador del Premio Centroamericano de Novela Mario Monteforte Toledo en 1997. Este autor sobresale de sus contemporáneos por la precisión de su estilo y su concepción particular de lo ambivalente en la conducta de los hombres.

Durante 10 años Méndez Vides trabajo 3 novelas que serán publicadas entre el 2007 y 2008. 
- El tercer patio. Méndez Vides lo señala a las primeras de cambio en esta obra: «En el interior de las Casonas de aquella época hubo siempre un misterio, una tradición, un momento de debilidad que no se compartía ni con los amigos más íntimos, situaciones que había que evitar disimulando... Terminamos ocultándolo todo, por el puro hecho de contenernos. Ahora he escrito estas historias para liberar a los seres que poblaron mi infancia y para remover las raíces de lo que nos acontece hoy.»